# Idiophon

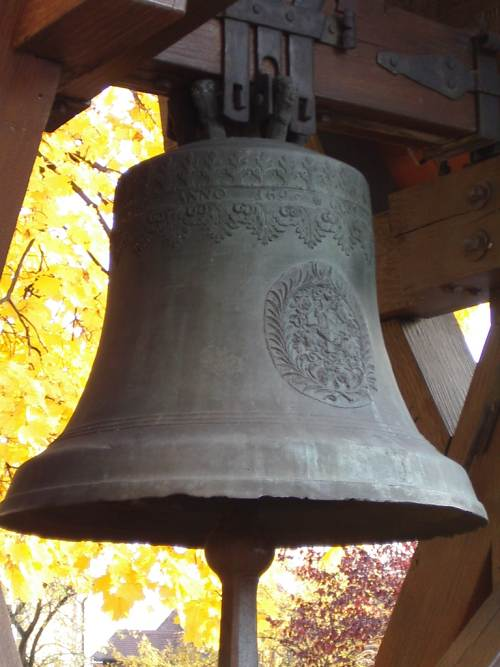
Kirchenglocke

Idiophon (von altgriechisch ἴδιος ídios, deutsch ‚eigen‘ und φωνεῖν phōneĭn ‚tönen‘) also „Selbsttöner“ oder Selbstklinger ist ein Musikinstrument, dessen Material selbst, weil es schwingungsfähig ist, den Klang abgibt, ohne  gespannter Saiten oder Membranen zu bedürfen. Ein Idiophon klingt im Gesamten oder durch Teile seiner Konstruktion. Idiophone sind insbesondere als Rhythmusinstrumente in allen Kulturen der Welt vertreten, finden aber auch (beispielsweise in Form mehrtöniger Stabspiele) als Melodieinstrumente Verwendung. Sie bestehen meist aus Holz (Xylophon), Metall (Metallophon), Stein (Lithophon) oder Glas (Glasharfe).
Die Unterscheidung von Schlaginstrumenten in (selbstklingende) Idiophone und Membranophone, bei denen eine Membran ihre Schwingungen an einen Resonanzkörper abgibt, stammt aus der altindischen Musiklehre. Im europäischen Mittelalter wurde eine solche Unterscheidung nicht getroffen. In der Klassifikation der Musikinstrumente von Victor Charles Mahillon 1880 tauchen die Selbstklinger erstmals nach dem indischen Vorbild unter der Bezeichnung autophones auf. 1914 wurde diese nun Idiophone genannte Gruppe als eine der vier Hauptkategorien in die Hornbostel-Sachs-Systematik übernommen.

## Unterscheidung
Instrumentenkundlich:
Die Nummerierung folgt der Hornbostel-Sachs-Systematik in der Hauptgruppe der Idiophone (1).
- Gegenschlagidiophone (111.1), auch Klappern, deren Ursprung im Händeklatschen liegt: Zwei oder mehr klingende Teile werden gegeneinander geschlagen. Beispiele: Becken, Zimbeln, zil (Türkei), ban (China), Claves, Kastagnetten, qarqaba (Marokko), Löffel.
- Aufschlagidiophone (111.2): Das Musikinstrument wird unmittelbar mit der Hand oder einem nicht klingenden Gegenstand angeschlagen. Beispiele: Triangel, Gong, Glocke, Becken, Vibraphon, Bouteillophone, Hang, Steel Pan, Schlitztrommel, Wassertrommel, Tempelblock, Reisstampftrog lesung (Indonesien), kyizi (Myanmar),  gong ageng, kemanak (Indonesien), ghatam (Südindien), jaltarang, (Indien), dhantal (Karibik), sahn nuhasi (Jemen), zhu (China). Hölzerner Schlagbalken als funktionelle Entsprechung für Glocke: semantron (orthodoxe Kirche), klabeklis (Lettland), naqus (Orient), gandi (tibetischer Buddhismus). Ein Stampfstock oder ein Stampfrohr wie das ka'eke'eke auf Hawaii wird auf den Boden geschlagen. Mehrtönige Aufschlagidiophone mit mehreren Klangplatten sind Stabspiele. Ein mittelbar angeschlagenes Stabspiel ist die Celesta.
- Schüttelidiophone (112.1) oder Rasseln, mittelbar geschlagen: Der Spieler schüttelt einen Gegenstand, der aus mehreren beweglichen Teilen besteht, die gegeneinander schlagen. Gefäßrasseln: Schelle, Maracas, Shaker, Schüttelrohr, ghungru (Indien). Rahmenrasseln: Sistrum, angklung (Indonesien), Flexaton. Reihenrasseln: Schellenbaum, chimta (Indien).
- Schrapidiophone (112.2): Der Spieler bewegt einen klingenden oder nicht klingenden Gegenstand über einen klingenden oder nicht klingenden gezahnten Gegenstand und verursacht so eine geräuschhafte Serie von Einzelschlägen. Beispiele: güiro, güira.
- Reißidiophone (112.3): zwei an einem Ende beweglich verbundene Stangen in der Art eines Tastzirkels, deren Spitzen sich berühren. Mit einem Stäbchen werden die Spitzen auseinandergerissen, damit sie durch ihre Elastizität zusammenschlagen. Diese Definition in der Hornbostel-Sachs-Systematik ist zu eng, denn mit ihrem englischen Namen split idiophones umfasst diese Gruppe Gabelbecken („Grillzangen“) wie die nordindische chimta und Bambusschlaggabeln wie die nordostindische toka.[1]
- Zupfidiophone (12), eine Zunge wird mit dem Finger angezupft: Maultrommeln wie morsing in Indien, qopuz in Zentralasien und genggong in Indonesien. Bei afrikanischen Lamellophonen sind mehrere Zungen auf ein Brett montiert: timbrh (Kamerun).
- Reibidiophone (13): Ein Gegenstand wird durch Reibung in Schwingungen versetzt und produziert einen anhaltenden Ton von bestimmbarer Höhe. Beispiele: Glasharfe, Glasharmonika, Euphon, Daxophon, Nagelgeige, lounuat (Neuirland).
- Blasidiophone (14): Obsolete Gruppe von Melodieinstrumenten mit Stäben, die durch Blasluft in Schwingungen versetzt werden. Orgelartige Tasteninstrumente im 19. Jahrhundert hießen Aeolsklavier (Schortmann, 1821[2]), Aeolodion und Windharmonika.

Nach der Verwendung:
Neben der instrumentenkundlichen Unterscheidung können Idiophone nach ihrer Verwendung in Rhythmus- und Melodieinstrumente eingeteilt werden. Idiophone mit unbestimmter Tonhöhe wie die meisten Flachgongs (in China luo), Zimbeln, Schlagplatten und Schlitztrommeln werden unmittelbar angeschlagen als Taktgeber, zur Strukturierung von Zählzeiten oder zur Abgrenzung von melodischen Phrasen geschlagen. Manche werden zur Übermittlung von Signalen, in manchen Kultpraktiken zur Kommunikation mit den Ahnen oder Geistern und andere als Kinderspielzeug gebraucht.
Idiophone mit bestimmter Tonhöhe eignen sich angeschlagen, gerieben oder angezupft als Melodieinstrumente. Zu den als Melodieinstrument angeschlagenen Idiophonen gehören Stabspiele (wie Xylophone und Metallophone), Buckelgongkreise (kyi waing in Myanmar, khong wong yai in Thailand, bonang auf Java und kulintang in den Philippinen), das chinesische Gongspiel yunluo mit tellerförmigen Flachgongs und selten Sets aus mehreren runden metallenen Klangplatten (srimandal in Nordindien) oder anderen Gegenständen (Porzellanschüsseln jaltarang in Indien). Als Melodieinstrument gespielte Reibidiophone sind unter anderem Glasharfe und Glasharmonika. Eines der gezupften idiophonen Melodieinstrumente ist das Lamellophon.